# Sylwanowce
Sylwanowce (biał. Селіванаўцы; ros. Селивановцы) – wieś na Białorusi, w obwodzie grodzieńskim, w rejonie grodzieńskim, w sielsowiecie Sopoćkinie.
Znajduje się tu rzymskokatolicka parafia Przemienienia Pańskiego w Sylwanowcach.
W dwudziestoleciu międzywojennym wieś leżała w Polsce, w województwie białostockim, w powiecie augustowskim.
Na miejscowym cmentarzu znajduje się mogiła żołnierzy 101 pułku ułanów Rezerwowej Brygady Kawalerii „Wołkowysk” poległych w bitwie z sowieckimi jednostkami pancernymi pod Kodziowcami we wrześniu 1939 roku.

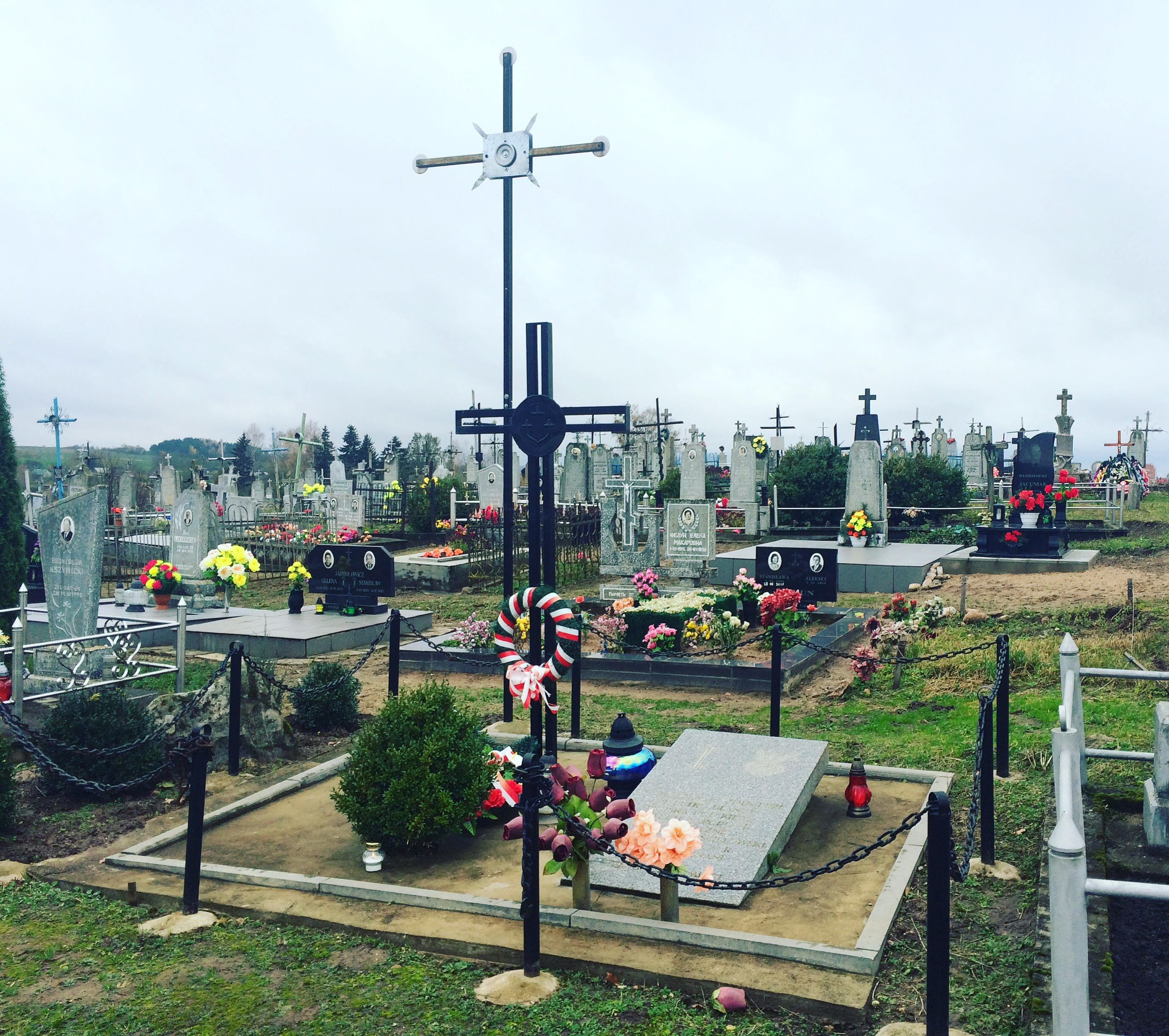
Mogiła polskich żołnierzy poległych w boju pod Kodziowcami